# Francesco Saverio Caruana
Francesco Saverio Caruana (ur. 7 lipca 1759 w Żebbuġu, zm. 17 listopada 1847) – maltański prałat, który był biskupem Malty od roku 1831 do swojej śmierci w roku 1847. Był również jednym z przywódców maltańskiego powstania przeciw Francuzom (1798–1800).
Caruana urodził się w Żebbuġ 7 lipca 1759 roku. W wieku 24 lat wyświęcony został na księdza przez arcybiskupa Vincenzo Labiniego, a w roku 1796 został kanonikiem w kapitule katedry w Mdinie. Podczas francuskiej okupacji Malty kanonik Caruana został członkiem Commission de gouvernement (Komisji Rządowej), lecz zrezygnował jakiś czas później, widząc, że nie może zapobiec ustanawianiu niesprawiedliwego prawa przez Francuzów, i kiedy ci zaczęli rabować precjoza z maltańskich kościołów. Odegrał znaczącą rolę w powstaniu Maltańczyków przeciwko Francuzom oraz w sprowadzeniu Brytyjczyków na Maltę. Podczas powstania był dowódcą batalionów z Żebbuġ oraz Siġġiewi. Obóz i bateria Tas-Samra były pod jego całkowitą komendą.
W roku 1822 Caruana został nominowany na archidiakona katedry, a w roku 1829, po śmierci biskupa Ferdinando Mattei, został administratorem diecezji. Dwa lata później papież Grzegorz XVI zatwierdził go jako następcę Mattei. Sakrę biskupią otrzymał 15 maja 1831 roku z rąk Publio Marii Santa, który w roku 1847 został jego następcą jako biskup Malty.
Francesco Saverio Caruana zmarł 17 listopada 1847 roku, w wieku 88 lat, po 16 latach biskupstwa.